# Ixora minutiflora
Ixora minutiflora är en måreväxtart som beskrevs av William Philip Hiern. Ixora minutiflora ingår i släktet Ixora och familjen måreväxter.

## Underarter
Arten delas in i följande underarter:
- I. m. chasalliensis
- I. m. minutiflora